# تور، استونی
تور، استونی (به لاتین: Tõre) یک روستا در استونی است که در دهستان لیسی واقع شده‌است.